# Stożkówka ciemnoobrzeżona
Stożkówka ciemnoobrzeżonaa (Conocybe fuscimarginata (Murrill) Singer) – gatunek grzybów z rodziny gnojankowatych (Bolbitiaceae).

## Systematyka i nazewnictwo
Pozycja w klasyfikacji według Index Fungorum: Conocybe, Bolbitiaceae, Agaricales, Agaricomycetidae, Agaricomycetes, Agaricomycotina, Basidiomycota, Fungi.
Po raz pierwszy opisał go w 1942 roku William Alphonso Murrill, nadając mu nazwę Galerula fuscimarginata. W 1960 Rolf Singer przeniósł go do rodzaju Conocybe. Synonimy:
- Galera fuscimarginata Murrill 1942
- Galerula fuscimarginata Murrill 1942

Nazwę polską zarekomendował Władysław Wojewoda w 2003 roku.

## Morfologia
Kapelusz
O średnicy 1,5–1,8 cm, wysokości 1–1,5 cm, stożkowaty. Powierzchnia sucha, u młodych okazów beżowa, kremowa, potem czerwonobrązowa, gładka. Brzeg regularny, nierozszczepiający się, nieprążkowany. Skórkę daje się ściągnąć do połowy promienia. Brak resztek osłony.
Blaszki
Wycięte, równe, rzadkie, wąskie do umiarkowanie szerokich, 0,2–0,3 cm szerokości, rdzawobrązowe, kruche. Krawędzie blaszek gładkie.
Trzon
Wysokość 4,3–11,4 cm, grubość 0,15–0,2 cm, centralny do lekko ekscentrycznego, cylindryczny, z lekko cebulkowatą podstawą, skręcony, pełny, drobno prążkowany. Powierzchnia biała do czerwonobrązowej, oprószona, z watowatą grzybnią u podstawy.
Miąższ
Cienki, zapach i smak niecharakterystyczny.
Wysyp zarodników
Żółtobrązowy.
Cechy mikroskopowe
Zarodniki 10–13,5 × 6–7,8 μm, Qav = 1,65, jajowate do elipsoidalnych, ze ściętą porą rostkową, grubościenne, gładkie, rdzawozłote. Podstawki 20,4–27 × 10–13 µm, maczugowate, 2-, 4-zarodnikowe, przeważnie 4-zarodnikowe, cienkościenne, bezbarwne ze sterygmami o długości 2,5–4,3 µm. Brzeg blaszki sterylny. Cheilocystydy 17–27 × 3,4–6 μm, w kształcie kręgli, cienkościenne, bezbarwne z główką o szerokości 3,4-6 µm. Pleurocystyd brak. Skórka kapelusza zbudowana ze strzępek 17–27 × 13,5–22 µm, zgrubiałych do gruszkowatych, cienkościennych, szklistych. Brak pileocystyd. Trama hymenium regularna, zbudowana z cienkościennych strzępek o szerokości 3,5–13,5 µm. Kaulocystydy 12–30,6 × 2,5–4,3 µm, cylindryczne, rurkowate do wydłużonych, nitkowatych, cienkościenne, szkliste. Sprzążki obecne w strzępkach kontekstu trzonu i grzybni bazalnej.

## Występowanie i siedlisko
Podano stanowiska stożkówki ciemnoobrzeżonej w Ameryce Północnej, Środkowej i Południowej, Europie i Azji. W Polsce do 2003 roku podano tylko jedno stanowisko, ale w późniejszych latach podano następne.
Naziemny grzyb saprotroficzny występujący w sosnowych lasach i na polanach. Grzyb koprofilny rozwijający się na odchodach zwierząt roślinożernych (głównie krów i koni).